# شمس الدين الأنصاري
الشيخ شمس الدين أبو عبد الله محمد بن أبي طالب الأنصاري الدمشقي شيخ الربوة (654-727هـ/ 1256-1327م) لقبه شمس الدين وكنيته أبو عيد والمعروف بشيخ حطين وبشيخ الربوة. عالم الزراعة والجغرافي وعالم الأرض. عاش في القرنين السابع والثامن الهجريين / الثالث عشر والرابع عشر الميلاديين. من مواليد دمشق، كان مشهوداً له بحدة الذكاء وغزارة المعلومات. عُرف في أول أمره بلقب شيخ حطين حيث كان يعمل هناك، وعندما انتقل إلى دمشق، وولاه الأفرم والي دمشق مشيخة الربوة فأطلق عليه لقب شيخ الربوة. عاصر السلطان بيبرس وله كتاب نخبة الدهر في عجائب البر والبحر. وأهمية أعماله من القيمة في الربط مع السجلات الصليبية. توفي في صفد، في 727هـ/ 1327‏.
وقد أجاد وصف جغرافية الشام، فصور حالتها في القرن السابع والثامن الهجري، والأرجح أنه طافها كلها. ولم يقصر في جغرافية مصر عن هذه الغاية. ووصف بلاد السودان والزنج والبربر وغيرهم في أواسط أفريقية، مما لم يطلع عليه علماء الجغرافيا إلا في العهد الأخير. وكذلك أعطى كتابات مفصلة للغاية من كل جزيرة في أرخبيل الملايو وعدد سكانها والنباتات والحيوانات والجمارك. ووصف «بلاد الشامبا غير المأهولة من المسلمين والمشركين، وقد جاء الإسلام هناك في زمن الخليفة عثمان وعلي، وكثير من المسلمين الذين فروا من الأمويين والحجاج قد استوطنوا هناك، ومنذ ذلك الوقت احتضن اغلبية أهل الشامبا الإسلام».
قيل عنه في وافي الوفيات: كان فَكِه المحاضرة حلو المنادرة يتوقد ذكاء، ولحقه صمم قوي قبل موته بعشر سنين وأكثر من ذلك وأضر بآخره من عينه الواحدة، وتوفي في بيمارستان الأمير سيف الدين تنكز بصفد في سنة خمس وعشرين فيما أظن.

## طالع أيضًا
- ابن أبي طالب الدمشقي
- رسالة من أهل جزيرة قبرص

## مقالات تعريفية
- leStrange، Guy (1890)، Palestine Under the Moslems: A Description of Syria and the Holy Land from A.D. 650 to 1500، Committee of the صندوق استكشاف فلسطين, London,

## وصلات خارجية
- August Ferdinand M. Mehren (1862): مشاهدة شمس الأنصاري رمضان 2012.
- August Ferdinand M. Mehren (1862): Syrien og Palestina, Studie efter en arabisk Geograph (Shams al-Dîn Dimashḳî).
- August Ferdinand Mehren (ed) (1866): Cosmographie de Chems-ed-Din Abou Abdallah Mohammed ed-Dimichqui